# Cormelles-le-Royal
Cormelles-le-Royal là một xã trong tỉnh Calvados, thuộc vùng hành chính Normandie của nước Pháp, có dân số là 4644 người (thời điểm 1999).

## Nhân khẩu học
| 1962  | 1968  | 1975  | 1982  | 1990  | 1999  |
| ----- | ----- | ----- | ----- | ----- | ----- |
| 1.245 | 1.862 | 3.099 | 3.442 | 4.604 | 4.599 |

## Các thành phố kết nghĩa
- Röthlein, Đức